# تی‌آی فلوید
تی‌آی فلوید (انگلیسی: TI Fluid) شرکت مهندسی خودروی بریتانیایی است، که در سال ۲۰۰۰ تأسیس شد.